# Le Rêve d'une chose
Le Rêve d'une chose (en italien Il sogno di una cosa) est un roman de Pier Paolo Pasolini publié en 1962.

## Écriture du roman
Le roman est écrit entre 1949 et 1950, mais il n'est publié qu'en 1962, sous le titre I giorni del Lodo De Gasperi.